# Грабова
Грабова (укр. Грабова) — село в Бусской городской общине Золочевского района Львовской области Украины.
Население по переписи 2001 года составляло 402 человека. Занимает площадь 1,437 км². Почтовый индекс — 80510. Телефонный код — 3264.

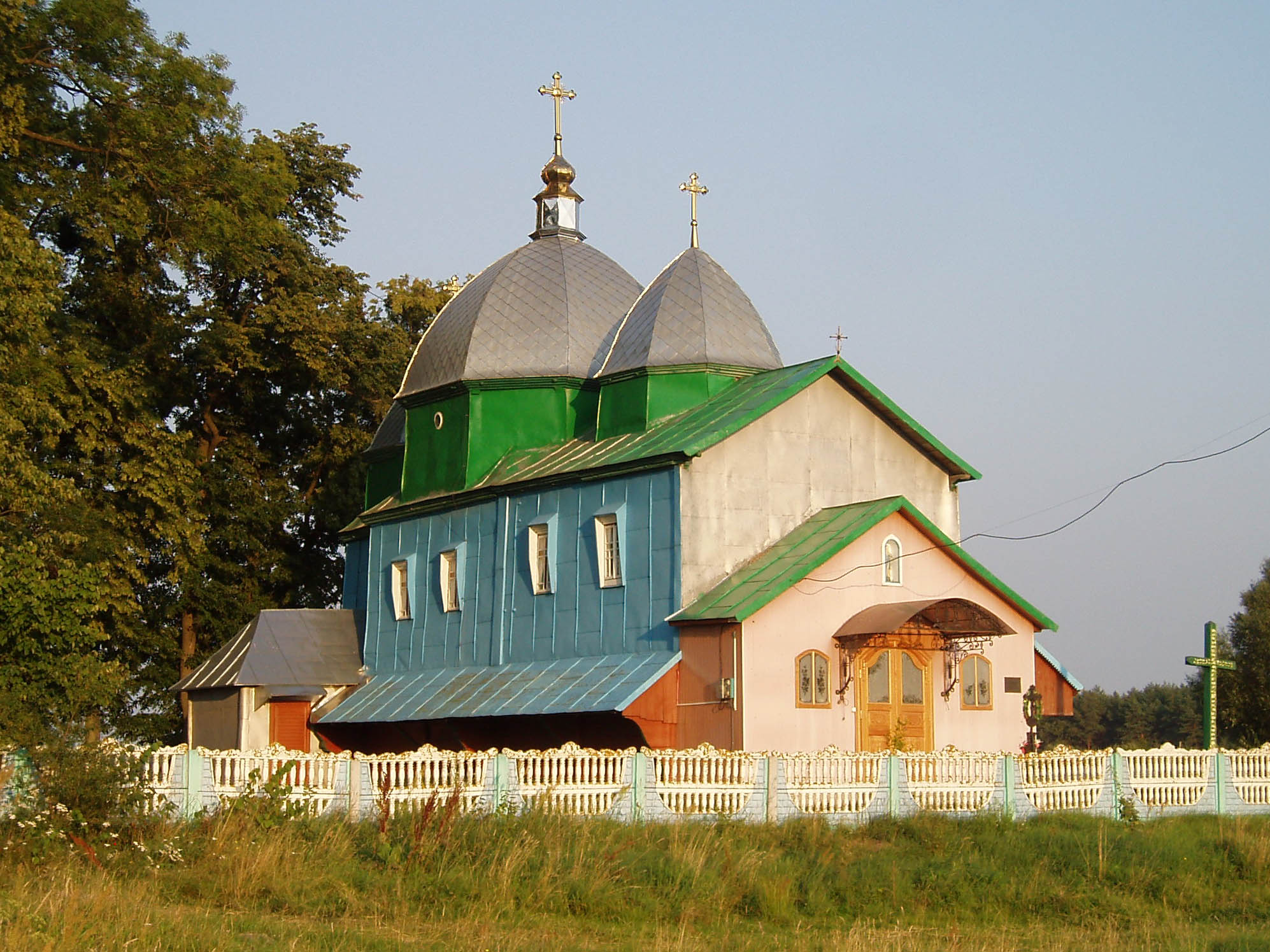